# Eliška Kleinová
 (avril 2022).
Si vous disposez d'ouvrages ou d'articles de référence ou si vous connaissez des sites web de qualité traitant du thème abordé ici, merci de compléter l'article en donnant les références utiles à sa vérifiabilité et en les liant à la section « Notes et références ».
Eliška Kleinová, née Élisabeth « Lisa » Klein, née le 27 février 1912 à Prerau, dans le margraviat de Moravie, et morte le 2 septembre 1999 à Prague, est une pianiste et professeure de musique tchécoslovaque. Elle était la sœur de Gideon Klein.

## Biographie
Eliška Kleinová est la seconde fille de Jindřich/Heinrich Klein, et de Helene (née Ilona Marmorstein), un couple d'origine juive. Elle avait été appelée à sa naissance Elisabeth (« Lisa ») Klein. Son nom tchèque n'est qu'une traduction maladroite de son nom d'origine. Après avoir pris ses premières leçons de musique auprès de Karel Mařík en 1922, elle vient en 1929 à Prague au Conservatoire, et étudie le piano avec Jan Heřman. Elle y rencontre aussi Erik Adolf Saudek et Rafael Schächter. Elle insiste également pour que son frère Gideon vienne étudier à Prague. Gideon vient une fois par mois au début, puis s'installe à Prague chez elle. Leur mère fait de même en 1934. En 1935, Eliška achève ses études avec Jan Heřman en interprétant le Concerto pour piano en ré mineur K. 466 de Mozart.
Cette même année, leur sœur Edita, née en 1909, quitte la Palestine où elle avait émigré en 1929. Ce départ forcé est dû au fait qu'elle avait été arrêtée à plusieurs reprises en tant que membre du Parti communiste. Une fois à Prague, la sœur continue à travailler pour le Secours rouge international et y implique également Eliška Kleinova qui voyage en 1937 comme émissaire secret à Vienne.
En novembre 1939, les universités tchèques sont fermées. En mai 1940, son beau-frère, et en août de la même année sa sœur Edita sont arrêtés.
Après que son frère Gideon fut déporté à Theresienstadt le 1er décembre 1941 comme « AK » (Aufbaukommando), le reste de la famille a aussi été déporté le 16 juillet 1942. Là, grâce à l'aide de Gideon, sa mère a pu se cacher dans un grenier. Eliška a pu travailler dans un orphelinat et plus tard dans une boulangerie.
Elle prend une part active pour aider son frère dans son travail de composition. Contrairement à son frère, elle ne s'implique pas dans la vie culturelle de Theresienstadt. Quand apparaît le risque que les femmes célibataires soient déportées, Eliška épouse officiellement et formellement le 22 août 1943 Hans Krása, compositeur, ami de son frère et d'elle-même, - mais avec l'idée d'annuler le mariage peut-être plus tard.
Entre le 12 et le 14 octobre 1944, Eliška a été déportée avec sa mère et sa tante à Auschwitz. Pendant la sélection, elle est séparée de sa mère et de sa tante. À Auschwitz, elle apprend l'exécution de son beau-frère en 1942 à Munich, et la mort de sa sœur à Auschwitz en 1943 pendant une épidémie de typhoïde. Après quelques semaines, elle est déplacée au camp de Kurzbach près d'Opole. Le 21 janvier 1945, Eliška a réussi à s'échapper jusqu'à Wołów après plusieurs jours de marche en compagnie de Gertrude Sekaninova  et de six autres femmes et elle arrive le 29 janvier à Prague. Ici, elle reçoit l'aide d'Erik Saudek pour se cacher dans le quartier de Smichov jusqu'à l'insurrection du 5 mai 1945.
Par Erik Saudek, elle obtient également une dernière lettre de son frère Gideon, que Fritz Gratum a réussi à faire sortir clandestinement. Le compositeur Vojtěch Saudek, fils d'Erik Saudek, dédie un concert de piano à Gideon Klein.
Après la guerre, Eliška travaille comme professeur de piano et s'emploie à faire connaître les œuvres de son frère assassiné et de Hans Krása. C'est ainsi qu'en 1946, Pavel Štěpán crée la sonate pour piano de Gideon Klein.
C'est seulement dans les années 1970 qu'on a pu entreprendre un travail de  musicologie sur les documents connus. Lorsqu'en 1991 a été découvert un coffre avec des pages manuscrites restées cachées de Gideon Klein, son frère était déjà si connu  que les œuvres découvertes ont pu être diffusées rapidement. En 1993 a paru par les soins d'Eliška une édition de l'intégrale de l'œuvre de Gideon Klein.